# 観光学部
観光学部（かんこうがくぶ、英称：Faculty of Tourism）は、観光学の教育・研究を行う学部である。

## 概要
日本では旧運輸省（現国土交通省）観光政策審議会の「今後の観光政策の基本的な方向について」（諮問第35号 平成6年5月24日）に対する答申第39号（平成7年6月2日）にて初めて国家として観光に対する高等教育研究機関の必要性を示した。この答申の3年後にあたる1998年に立教大学で初めて開設。
「現代社会における観光の役割」「観光地での体験を通じた地域文化との触れ合い」「企業活動におけるホスピタリティサービスの重要性」など、観光とかかわりをもつ社会現象をより深く理解する能力を養うことを目的にしている。この観光を地理学、経済学、社会学、人類学などさまざまな学術的見地からとらえ、真に豊かな観光文化を築くための探究を進める「観光学」を学ぶ学部である。
なお、日本で観光学自体を専門とした履修体制を最初に整えたのは東洋大学短期大学部観光学科（1963年設置、現在は東洋大学国際地域学部国際観光学科へ改組）である。立教も上記の学科設立時に視察などを行った。

## 観光学部を置く日本の大学
- 和歌山大学（2008年度 - ）

- 立教大学（1998年度 - ）観光学科、交流文化学科（前身は、1967年度 - : 社会学部産業関係学科・ホテル観光コース、社会学部観光学科から）
- 札幌国際大学（1999年度 - ）観光ビジネス学科　国際観光学科
- 大阪観光大学（2000年度 - ）
- 城西国際大学（2006年度 - ）
- 東海大学（2010年度 - ）観光学部・観光学科と経営学部・観光ビジネス学科が存在する。
- 京都文教大学（2012年度 - ）
- 玉川大学（2013年度 -   ）観光学科

## 観光学部と類似する学部名称を持つ日本の大学
国際観光学部
- 大阪成蹊大学　（2022年度 - ）
- 東洋大学（国際観光学部）（2017年度 - ）（国際地域学部・国際観光学科）（2001年度 - ）（前身は1963年度 - : 短期大学観光学科、2001年度 - : 国際地域学部・国際観光学科）
- 阪南大学（国際観光学部）（2010年度 - ）
- 平安女学院大学（国際観光学部）（2007年度 - ）

その他
- 長野大学（環境ツーリズム学部）（2007年度 - ）

- 跡見学園女子大学（観光コミュニティ学部）（2015年度 - ）
- 國學院大學　(観光まちづくり学部 観光まちづくり学科)　（2022年度 - ）
- 松蔭大学（観光メディア文化学部）（2013年度 - ）（観光文化学部）（2009年度 ｰ 2012年度）
- 秀明大学（観光ビジネス学部）（2009年度 - ）
- 新潟経営大学（観光経営学部）（2016年度 - ）
- 明海大学（ホスピタリティ・ツーリズム学部）（2005年度 - ）
- 立命館アジア太平洋大学　(サステイナビリティ観光学部 サステイナビリティ観光学科)　（2023年度 - ）
- 駒沢女子大学 観光文化学部（2025年度 - ）

## 観光学部と類似する学科名称を持つ日本の大学
この他は観光学科を参照。
- 琉球大学（国際地域創造学部国際地域創造学科観光地域デザインプログラム）（2008年度 - ）（前身は、2005年度 -  法文学部観光科学科、2007年度 -  法文学部産業経営学科から観光産業科学部をへて）
- 芸術文化観光専門職大学（芸術文化・観光学部 芸術文化・観光学科）

- 東京都立大学（都市環境学部 観光科学科)
- 高崎経済大学（地域政策学部 観光政策学科）

- 桜美林大学（ビジネスマネジメント学群 アビエーションマネジメント学類）（2006年 - ）
- 帝塚山大学（経済経営学部 経営学科 観光専攻）（2003年度 - ）
- 長崎国際大学（人間社会学部 国際観光学科）（2000年度 - ）
- 安田女子大学（現代ビジネス学部 国際観光ビジネス学科）